# Mantachie, Mississippi
Mantachie là một thành phố thuộc quận Itawamba, tiểu bang Mississippi, Hoa Kỳ. Năm 2010, dân số của thành phố này là 1 144 người.

## Dân số
- Dân số năm 2000: 1 107 người.
- Dân số năm 2010: 1 144 người.